# GVS Austria
Die GVS Austria e.U. gehört zu den größten österreichischen Importeuren von Edelmetallen. Das auf den Handel mit Münzen und Barren aus Gold und Silber spezialisierte Unternehmen konnte 2023 einen Jahresumsatz von 380 Millionen Euro vorweisen. Die GVS Austria ist ein Teil der Unternehmensgruppe "GVS Group" unter Leitung des Unternehmers und Edelmetallexperten Helmut Soos.

## Name
GVS wird als Akronym für die patentrechtlich geschützte Marke Goldvorsorge verwendet.

## Standorte
Der Hauptsitz des Unternehmens befindet sich im 20. Wiener Gemeindebezirk am Handelskai 94. Es verfügt zudem mit Dornbirn, Wattens, Seiersberg-Pirka, Eugendorf, Traun und Villach über sechs weitere Standorte in Österreich.

## Geschichte
Die GVS Austria e.U. wurde 2015 von Helmut Soos gegründet. 2022 wurde das Unternehmen von der Österreichischen Gesellschaft für Verbraucherstudien in der Rubrik „Edelmetallservices“ als bester Anbieter ausgezeichnet, im selben Jahr veranstaltete es einen Finanzkongress mit den Gastrednern Hans-Werner Sinn, Keith Werner und Thorsten Polleit. 
2023 erfolgte die Registrierung der geschützten Marke Goldvorsorge beim EUIPO (European Union Intellectual Property Office), 2025 erfolgte die Eintragung der Wortmarke beim österreichischen Patentamt.

## Geschäftsmodell
Die GVS Austria handelt primär mit Münzen und Barren aus Gold und Silber. Hierfür wird zusätzlich die physische Hochsicherheitslagerung angeboten, wofür mehrere internationale Standorte, auch außerhalb der EU, zur Verfügung stehen. Diese dienen zugleich als Handelsknotenpunkte, von denen aus die Edelmetalle gehandelt oder an andere Standorte verbracht werden können.